# Înălțime
Înălțimea se referă la distanța unui obiect punctual față de o dreaptă de referință. Ea este o mărime unidimensională și se măsoară în unități de lungime.

## Metrologie
În metrologie (știința măsurătorilor), înălțimea este distanța verticală între un punct (sau un obiect asimilat unui punct) și un nivel de referință specificat. Prin extindere, este și dimensiunea unui obiect, luată în direcția verticală. Vezi Sistemul internațional de unități.

## Matematici

### Geometrie
Înălțimea este un segment de dreaptă de la vârful unui poligon cu bază, sau unui poliedru cu bază până la baza sa, fiind perpendicular pe acea bază.
Înălțimea unui triunghi este segmentul de dreaptă care pornește dintr-un vârf al triunghiului și este perpendicular pe latura opusă. Exemplu: Într-un triunghi ABC, înălțimea H care pornește din vârful A este perpendiculară pe latura [BC].

### Algebră
În algebră, înălțimea unui element g al unui grup abelian A este un invariant care își ia proprietățile de divizibilitate: este cel mai mare număr natural N în așa fel încât ecuația Nx = g are o soluție x ∈ A, sau simbolul ∞ dacă cel mai mare număr cu această proprietate nu există.

### Geometrie algebrică
În geometria algebrică și în teoria numerelor, noțiunea de înălțime desemnează o măsură a „complexității algebrice” a unui obiect, în general a unei soluții a unei ecuații diofantice. Interesul lor vine, între altele, de la observația că faptele geometrice exprimate  în termeni de  divizori se traduc deseori în fapte aritmetice exprimate în termeni de înălțime.

## Astronomie
În astronomie, înălțimea este unghiul dintre direcția vizată în raport cu orizontala; este complementul distanței zenitale. Înălțimea și azimutul constituie sistemul de coordonate orizontale.

## Muzică
În muzică, înălțimea este acea caracteristică a unui sunet care-l așează într-un ansamblu melodic sau armonic, și determină în solfegiu poziția înălțimii notei pe portativ. Înălțimea unui sunet corespunde frecvenței sale exprimate în hertz: de exemplu nota muzicală "La" de referință pentru acordarea instrumentelor orchestrei este fixată astăzi la 440 Hz.